# Olivia Molina
Olivia Tirmarche Molina, nota come Olivia Molina (Ibiza, 25 settembre 1980), è un'attrice spagnola.

## Biografia
Figlia di Ángela Molina e del fotografo Hervé Tirmarche, sorella di Paula, Miguel, Mónica e Noel, oltre che nipote di Antonio Molina de Oses Castillo Hidalgo, debutta con il ruolo di Jara nell'omonimo film. Nel 2008 è nel cast de Yo soy sola, con il ruolo di Lina. Dopo varie produzioni su Telecinco e Antena 3, tra il 2010 e il 2011 incarna la professoressa Verónica Lebrón nel telefilm Fisica o chimica, con Marc Clotet e Cristina Alcázar.

## Filmografia

### Cinema
- Jara, regia di Manuel Estudillo (2000)
- School Killer, regia di Carlos Gil (2001)
- Ausias March, regia di Daniel Múgica (2003)
- Yo soy sola, regia di Tatiana Mereñuk (2008)
- Dieta mediterranea, regia di Joaquín Oristrell (2009)

### Televisione
- Al salir de clase - serie TV, 351 episodi (2000-2001)
- A tortas con la vida - serie TV, 24 episodi (2005-2006)
- El síndrome de Ulises - serie TV, 26 episodi (2007-2008)
- Un burka por amor, regia di Manuel Estudillo (2009)
- Fisica o chimica (Física o Química) - serie TV, 30 episodi (2010-2011)
- Il sospetto 2 - serie TV, 10 episodi (2016)
- La barriera - serie TV, 13 episodi (2020)
- Ritorno a Las Sabinas - serie TV, 69 episodi (2024–2025)
- El mejor infarto de mi vida - serie TV, 6 episodi (2025)

### Programmi televisivi
- Lo + plus, regia di Montse Fernández Villa (2005)
- La mandragora, regia di Miguel Sarmiento (2005-2006)
- ECDL: Episodio 1, regia di Rómulo Aguillaume, Manolo Gil e Enrique Urdánoz (2006)
- Gala Amnistía Internacional, regia di Lluís Danés (2006)
- Freedomless, regia di Mike Jacoby e Xoel Pamos (2007)
- 23 premios Goya, regia di Manel Iglesias (2009)
- Hora Q (2009)
- Matins a TV3, Els (2009)
- Tvist (2009)
- El Hormiguero (2009)
- Días de cine (2009)
- Saturday Night Live (2009)
- Cinema 3 (2009)
- XXIV Premios Anuales de la Academia, regia di Andreu Buenafuente, Rosa Olucha, Patricia Ferreira e Rafael Medrano (2010)

## Teatro
- Un enemigo del pueblo (2007)
- De repente, el último verano (2006)
- El Graduado (2005)
- El adefesio (2003)
- Fashion feeling music (2001)
- La casa di Bernarda Alba (2000)

## Doppiatrici italiane
- Rossella Acerbo in Fisica o chimica
- Perla Liberatori in Il sospetto
- Chiara Gioncardi in La barriera